# Зонная теория музыкального слуха
Зонная теория музыкального слуха — концепция, всесторонне объясняющая различные стороны музыки, а также их связь с исполнением и восприятием музыкальных произведений. Введена музыкальным теоретиком Н. А. Гарбузовым.
Основой теории является понятие «зоны» — количественной характеристики ступеневых качеств музыкальных звуков. Зона определяет отношения между элементами музыкального звука как физического явления (частотой, интенсивностью, составом звука, продолжительностью) и его музыкальными качествами (высотой, громкостью, тембром, длительностью), а также то, как физические свойства звука воспринимаются сознанием человека.
Гарбузов ввёл понятие зоны во второй половине 1940-х гг. и разрабатывал его в ряде монографий и статей до конца жизни. Понятие зоны Гарбузов распространил также на восприятие темпа и ритма, на динамический (громкостный) и тембровый слух. Создание и распространение теории позволило более полно изучать и интерпретировать музыкальные произведения.